# 1954 في التلفزيون البريطاني
هذه قائمة بالأحداث المتعلقة التي حدثت بالتلفزيون البريطاني منذ عام 1954.

## الأحداث

### يناير
- 11 كانون الثاني (يناير) - تم بث أول توقعات الطقس مع مقدم في الرؤية على التلفزيون في المملكة المتحدة. كان جورج كولينج أول مقدم للطقس.[1]

### فبراير
- لا أحداث.

### مارس
- لا أحداث.

### أبريل
- 9 أبريل - عائلة غروف، التي تعتبر بشكل عام أول مسلسل تلفزيوني بريطاني، ظهرت لأول مرة في خدمة تلفزيون بي بي سي.[2][3]

### مايو
- لا أحداث.

### يونيو
- لا أحداث.

### تموز
- 5 يوليو - أول نشرة إخبارية فعلية، الأخبار مع نشرة إخبارية، تم بثها على خدمة تلفزيون بي بي سي،
- ، لتحل محل النشرة الإخبارية التلفزيونية.[4]
- 30 يوليو - منح قانون التليفزيون لعام 1954 الموافقة الملكية. يسمح بإنشاء البنية التحتية للتلفزيون التجاري البريطاني.

### أغسطس
- لا أحداث.

### سبتمبر
- لا أحداث.

### أكتوبر
- لا أحداث.

### نوفمبر
- لا أحداث.

### ديسمبر
- 12 كانون الأول (ديسمبر) - عرضت خدمة تلفزيون بي بي سي مقتبسها الشهير والمثير للجدل عن رواية جورج أورويل ألف وتسعمائة وأربعون.
- 30 ديسمبر - تم تقديم أول احتفال بي بي سي شخصية رياضية لهذا العام من فندق سافوي بلندن. يتم بثه سنويًا منذ ذلك الحين.
- تُمنح جوائز تلفزيون الأكاديمية البريطانية، وهي أرقى الجوائز في صناعة التلفزيون البريطانية، أولاً.

## لأول مرة

### خدمة تلفزيون بي بي سي
- 4 يناير - المقصورة في المقاصة (1954)
- 16 يناير - الكوكب المفقود (1954)
- 19 كانون الثاني (يناير) - عرض الحالة (1954-1955)
- 27 يناير - الأصدقاء والجيران (مسلسل تلفزيوني)(1945)
- (1954)
- 6 فبراير - كلمنتينا (1954)
- 30 مارس - العالم الواسع (1954)
- 31 مارس - حصى الشانق (1954)
- 9 أبريل - عائلة غروف (1954-1957)
- 21 أبريل - الجري الجامح (1954)
- 11 مايو - عائلة الطاحونة (1954)
- 12 مايو - الدب الراقص (1954)
- 12 مايو - سريع وفضفاض (1954-1955)
- 7 يونيو - مشاريع إيمني (1954-1957)
- 15 يونيو - الصقر اللطيف (1954)
- 10 يوليو - عطلات سعيدة (1954)
- 13 يوليو - عزيزي دوتي (1954)
- 14 يوليو - ستة مشاة فخورين (1954)
- 3 أغسطس - جزيرة الفردوس (1954)
- 16 أغسطس - مرحلة بمرحلة (1954-1955)
- 25 أغسطس - الجريمة في أيدينا (1954)
- 1 أكتوبر - وكذلك إلى بنتلي (1954)
- 13 نوفمبر - فابيان أوف ذا يارد (1954-1956)
- 21 ديسمبر - مهمة حديقة الحيوان (1954–1963)
- 24 ديسمبر - كارولز فروم كينجز (1953 حتى الآن)

### إنتاجات مستقلة
- قاعات اللبلاب (من إنتاج شركة آي تي سي للترفيه)
- الملزمة (إنتاج دانزيجر للإنتاج)

## البرامج التلفزيونية المستمرة

### عشرينيات القرن الماضي
- بي بي سي ويمبلدون (1927-1939، 1946-2019، 2021-2024)

### الثلاثينيات
- سباق القوارب (1938-1939، 1946-2019)
- بي بي سي للكريكيت (1939، 1946-1999، 2020-2024)

### الأربعينيات
- مافن ذا بغل (1946-1955، 2005-2006)
- تعال للرقص (1949-1998)

### الخمسينيات
- آندي باندي (1950–1970، 2002-2005)
- رجال أصيص الزهور (1952-1958، 2001-2002)
- شاهد مع الأم (1952–1973)
- ذا أبلياردز (1952-1957)
- كل ما يخصك (1952-1961)
- راغ وتاج وبوبتيل (1953-1965)
- الأيام الخوالي (1953-1983)
- بانوراما (1953 حتى الآن)

## إنتهت في عام 1954
- نشرة إخبارية تلفزيونية (1948-1954)

## المواليد
- 6 يناير - جون سباركس، ممثل كوميدي.
- 20 فبراير - أنتوني هيد، ممثل.
- 16 مارس - جيمي نيل، ممثل ومغني.
- 17 مارس - ليزلي آن داون، ممثلة.
- 9 مايو - نيكولاس كرين، الجغرافي ومقدم البرامج التلفزيونية.
- 21 يونيو - آن كيركبرايد، الممثلة (ديردري بارلو في شارع التتويج) (توفي عام 2015)
- 26 أغسطس - ستيف رايت، المذيع.
- 27 أغسطس - أندرو مارشال، كاتب السيناريو.
- 8 سبتمبر - آن دايموند، صحفية ومقدمة برامج تلفزيونية.
- 24 سبتمبر
  - هيلين ليدرير، ممثل كوميدي وممثلة.
  - مارتن سيكسميث، صحفي ومؤلف ومقدم برامج إذاعية وتلفزيونية.
- 3 أكتوبر - جيف راندال، صحفي ومقدم برامج تلفزيونية.
- 14 أكتوبر - كارول مالون، صحفية ومقدمة برامج.[5]
- 19 أكتوبر - كين ستوت، ممثل.
- 24 نوفمبر - سوزان جيلمور، الممثلة (أفريل رولف في طريق هواردز)
- 1 كانون الأول (ديسمبر) - آلان ديديكات، مذيع الأخبار و «صوت الكرات» في اليانصيب الوطني.
- 5 كانون الأول - حنيف قريشي روائي وكاتب سيناريو.
- 22 ديسمبر - هيو كوارشي، ممثل.

## طالع أيضًا
- 1954 في الموسيقى البريطانية
- 1954 في المملكة المتحدة
- قائمة الأفلام البريطانية لعام 1954